# Stroud
Stroud er en by i Stroud-distriktet, Gloucestershire, England, med et indbyggertal (pr. 2015) på 33.967. Distriktet har et befolkningstal på 117.381 (pr. 2015). Byen ligger 150 km fra London.